# Застава Колумбије
Застава Колумбије је усвојена 26. новембра 1861. Застава је тробојка, жуте, плаве и црвене боје. Жута боја заузима горњу половину заставе, а друге две по једну четвртину.
Франсиско Миранда је прва особа која је осмислила заставу са ове три боје, ослањајући се примарно на боје које је користио Кристифор Колумбо на својој застави, али и Гетеову теорију о основним бојама. Ове боје на застави деле Колумбија, Еквадор и Венецуела. 
Ипак сматра се да ове боје носе и додатна значења, тако је жута симбол богатства земље, плава океана који окружују ову земљу, а црвена крви проливене у борби за независност.